# Conus habui
Conus habui is een in zee levende slakkensoort uit het geslacht Conus. De slak behoort tot de familie Conidae. Conus habui werd in 2002 beschreven door Lan. Net zoals alle soorten binnen het geslacht Conus zijn deze slakken roofzuchtig en giftig. Zij bezitten een harpoenachtige structuur waarmee ze hun prooi kunnen steken en verlammen.